# Seznam pamětních desek v Kroměříži
Seznam pamětních desek v Kroměříži uvádí pamětní desky a památníky, které se v tomto městě nacházejí.

## Pamětní desky osobností
| Název                    | Pamětní deska | Fotografie pamětní desky | Poloha                                                             | Umístění | Datum umístění | Popis a poznámky |
| ------------------------ | --- | ------------------------ | ------------------------------------------------------------------ | -------- | -------------- | --- |
| Breitenbacher Antonín    | dům, kde žil Antonín Breitenbacher |                          | Velké náměstí 39 49°17′57″ s. š., 17°23′34″ v. d.                  |          | 29.12.1999     | Pamětní deska je umístěna na budově Regentského domu stojícího na Velkém náměstí v centru města. V Ústředním seznamu kulturních památek České republiky je dům veden pod číslem 41522/7-6009. |
| Čermák Karel             | český sportovec, dvacetinásobný mistr republiky v plavání, zakladatel TJ PS Kroměříž, dlouholetý trenér a vedoucí plaveckých sportů v Kroměříži |                          | Obvodová 3965/17 49°17′28″ s. š., 17°24′12″ v. d.                  |          | 2015           | Pamětní deska s nápisem Karel Čermák nestor kroměřížského plavání 25. ledna 1951-23. března 2013 je umístěna před plaveckým bazénem na ulici Obvodová. |
| Drápalovi                | dům, s pamětní deskou manželům Drápalovým |                          | Štěchovice 1366 49°17′57″ s. š., 17°22′54″ v. d.                   |          | 21.10.2011     | Pamětní deska je umístěna na domě, ve kterém žili v letech 1946–1996 kroměřížští operní a koncertní pěvci Moravanu, Hanácké filharmonie i Moravských madrigalistů manželé Danuše a Vincenc Drápalovi. |
| Ečer Bohuslav            | Bohuslav Ečer prožil část svého dětství a mládí v Kroměříži, kde v roce 1911 odmaturoval na místním gymnáziu                                    |                          | Masarykovo náměstí 496/13 49°17′50″ s. š., 17°23′25″ v. d.         |          | 1.10.2021      | Pamětní deska byla umístěna na budově kroměřížského gymnázia v předvečer Dne uniformovaných sborů. |
| Kašpar Jan               | pamětní desky připomínající přistání Jana Kašpara dne 2.7.1911 a položení základního kamene stavby mezinárodního letiště dne 5.5.1946           |                          | Na Hrázi 6 49°17′24″ s. š., 17°24′58″ v. d.                        |          | 12.9.1937      | Pamětní deska Janu Kašparovi byla přemístěna z původního chátrajícího pomníku na nově postavenou budovu 2.7.1981. Dne 16.5.2003 byla odhalena pamětní deska připomínající položení základního kamene stavby mezinárodního letiště třídy 1.A dne 5.5.1946 Alexejem Čepičkou (v letech 1945–1946 byl předsedou MNV) a generálem Vilémem Stanovským. V roce 1947 oznamuje ministr národní obrany Ludvík Svoboda kroměřížskému MNV škrt finančních prostředků ke stavbě. |
| Kožík František          | dům, s pamětní deskou Františka Kožíka |                          | Ztracená 201 49°17′58″ s. š., 17°23′40″ v. d.                      |          | 24.4.2007      | Pamětní deska je umístěna na domě, ve kterém prožil své dětství spisovatel JUDr. František Kožík. |
| Kratochvíl Stanislav     | Lavička Stanislava Kratochvíla |                          | Havlíčkova 49°17′43″ s. š., 17°22′46″ v. d.                        |          | 25.8.2022      | Psychiatrická nemocnice v Kroměříži ku příležitosti jeho 90. narozenin představila před pavilonem 7 lavičku s jeho jménem a životním mottem „Častá krůpěj kámen proráží“. |
| Kryl Karel               | dům, ve kterém bydlel Karel Kryl |                          | Kpt. Jaroše 608 49°17′45″ s. š., 17°23′25″ v. d.                   |          | 12.4.1996      | Pamětní deska od akademického sochaře Ivana Racka je umístěna na domě, kde bydlela rodina Karla Kryla. |
| Land Robert              | dům, kde vyrůstal Robert Land |                          | Velké náměstí 34/13 49°17′55″ s. š., 17°23′33″ v. d.               |          | 17.09.2020     | Pamětní deska je umístěna na budově měšťanského domu U zlatého slunce stojícího na Velkém náměstí v centru města. V Ústředním seznamu kulturních památek České republiky je dům veden pod číslem 17438/7-6009. |
| Lorenc František Mirovít | dům, ve kterém zemřel František Mirovít Lorenc                                                                                                  |                          | Milíčovo náměstí 489 49°17′48″ s. š., 17°23′28″ v. d.              |          | 15.11.1963     | Pamětní deska je umístěna na budově bývalé školy, kde působil a zemřel pokrokový vlastenec a organizátor učitelstva František Mirovít Lorenc. |
| Milíč Jan z Kroměříže    | památník věnovaný šestistému výročí úmrtí Jana Milíče z Kroměříže                                                                               |                          | Velké náměstí 39 49°17′57″ s. š., 17°23′35″ v. d.                  |          | 29.6.1974      | Památník od Bedřicha Hanáka (1923–1987) je umístěn před budovou Regentského domu stojícího na Velkém náměstí v centru města. V Ústředním seznamu kulturních památek České republiky je dům veden pod číslem 41522/7-6009. |
| Nábělek František        | dům, kde žil a zemřel František Nábělek |                          | Havlíčkova 664/27 49°17′41″ s. š., 17°23′5″ v. d.                  |          | 22.9.1972      | Dům stojí u zadního plotu Květné zahrady, kde František Nábělek instaloval Foucaultovo kyvadlo. |
| Novák Jiří               | dům, ve kterém žil a tvořil Jiří Novák |                          | Březinova 858 49°17′37″ s. š., 17°23′44″ v. d.                     |          | 30.11.2012     | Pamětní deska je umístěna na domě, kde žil a tvořil kroměřížský malíř, grafik, medailér, básník a pedagog Jiří Novák. |
| Paprocký Bartoloměj      | dvojjazyčná pamětní deska připomíná pobyt Paprockého v Kroměříži v letech 1589–1598                                                             |                          | Sněmovní náměstí č.1 - nádvoří zámku 49°18′ s. š., 17°23′36″ v. d. |          | 11.12.2020     | Slavnostního odhalení na nádvoří kroměřížského zámku se účastnila i generální konzulka Polské republiky Izabella Wollejková-Chwastowiczová spolu s pomocným biskupem olomouckým Antonínem Baslerem. Vznik pamětní desky financovalo Ministerstvo kultury, národního dědictví a sportu Polské republiky díky vydatné podpoře generálního konzulátu Polské republiky v Ostravě ve spolupráci s Nadací Silva Rerum Polonarum.                                           |
| Peřinka František Václav | dům, kde žil a zemřel František Václav Peřinka                                                                                                  |                          | Kovářská 20/2 49°17′53″ s. š., 17°23′34″ v. d.                     |          | 13.9.1959      | Pamětní deska je umístěna na budově měšťanského domu u radnice stojícího na rohu Kovářské ulice a Velkého náměstí v centru města. V Ústředním seznamu kulturních památek České republiky je dům veden pod číslem 37982/7-6009. |
| Procházka Antonín        | dům, kde žil Antonín Procházka |                          | Velké náměstí 44 49°17′58″ s. š., 17°23′37″ v. d.                  |          | 5.3.2001       | Pamětní deska skladateli Antonínu Procházkovi otci herce Antonína Procházky je umístěna na budově na Velkém náměstí v centru města. V Ústředním seznamu kulturních památek České republiky je dům veden pod číslem 16484/7-6009. |
| Silný Josef              | kroměřížský rodák a fotbalový útočník Jožka Silný                                                                                               |                          | Obvodová ulice 49°17′27″ s. š., 17°24′8″ v. d.                     |          | 18.6.2022      | Pamětní deska od sochaře Ondřeje Olivy je umístěna ve vstupu na Stadion Jožky Silného kroměřížské Hanácké Slavie. |
| Skopalík František       | pamětní deska Františku Skopalíkovi |                          | Koperníkova 1435/20 49°18′ s. š., 17°22′48″ v. d.                  |          | 1925 (1995)    | Pamětní deska od sochaře Sylvestra Harny je umístěna ve vestibulu domova mládeže Tauferovy střední odborné školy veterinární. V minulém režimu byla pamětní deska odstraněna a na své místo se vrátila 18. 12. 1995 v rámci oslav 120. výročí založení školy. |
| Slaměník František       | dům, kde žil František Slaměník |                          | Riegrovo náměstí 160 49°17′50″ s. š., 17°23′44″ v. d.              |          | 1947           | Pamětní deska od sochaře Sylvestra Harny je umístěna na domě na Riegrově náměstí v centru města, ve kterém pedagog a komeniolog František Slaměník od roku 1863 žil. |
| Spáčil Jindřich          | dům, kde žil Jindřich Spáčil |                          | Fügnerova 808 49°17′40″ s. š., 17°23′10″ v. d.                     |          | 20.11.1990     | Pamětní deska je umístěna na domě, ve kterém spisovatel Jindřich Spáčil žil v letech 1929 až 1978. |
| Stojan Antonín Cyril     | pamětní deska připomínajíci působení Antonína Cyrila Stojana jako probošta kroměřížského v letech 1908 - 1918                                   |                          | Stojanovo náměstí 5/3 49°17′56″ s. š., 17°23′26″ v. d.             |          | 28.9.1933      | Pamětní deska je umístěna na budově proboštství. V Ústředním seznamu kulturních památek České republiky je budova vedena pod číslem 141633. |
| Svoboda Ludvík           | dům, kde žil Ludvík Svoboda |                          | Gen. Svobody 1234 49°17′51″ s. š., 17°23′3″ v. d.                  |          | 9.5.1976       | Pamětní deska od sochaře Jiřího Prádlera je umístěna na domě, ve kterém Ludvík Svoboda žil. |
| Škranc Vladimír          | dům, kde žil Vladimír Škranc |                          | Riegrovo náměstí 266 49°17′53″ s. š., 17°23′47″ v. d.              |          | 14.11.2002     | Pamětní deska je umístěna na domě na Riegrově náměstí v centru města, ve kterém akademický malíř Vladimír Škranc tvořil. V Ústředním seznamu kulturních památek České republiky je dům veden pod číslem 35891/7-6009. |
| Švabinský Max            | dům, kde žil Max Švabinský |                          | Tovačovského 318/18 49°17′50″ s. š., 17°23′58″ v. d.               |          | 29.6.1963      | Pamětní deska je umístěna na domku stojícím u vstupu do areálu bývalé Octárny (dříve františkánského kláštera) v centru města, kde Švabinský prožil své dětství. V Ústředním seznamu kulturních památek České republiky je Octárna vedena pod číslem 47889/7-6009. |
| Taufer Josef             | pamětní deska MVDr. Josefu Tauferovi |                          | Koperníkova 1429 49°18′2″ s. š., 17°22′46″ v. d.                   |          |                | Pamětní deska je umístěna ve vestibulu Tauferovy střední odborné školy veterinární. |
| Tyrš Miroslav            | pamětní deska Miroslavu Tyršovi připomínající svěcení Mánesova praporu pěveckého spolku Moravan v roce 1865                                     |                          | Velké náměstí 47 49°17′57″ s. š., 17°23′39″ v. d.                  |          | 19.6.1932      | Pamětní deska s bystou od Sylvestra Harna je umístěna na budově na Velkém náměstí v centru města. V Ústředním seznamu kulturních památek České republiky je dům veden pod číslem 35112/7-6009. |
| Vach Ferdinand           | Ferdinand Vach zde působil jako pedagog kroměřížského učitelského ústavu a sbormistr pěveckého spolku Moravan                                   |                          | Masarykovo náměstí 496/13 49°17′50″ s. š., 17°23′25″ v. d.         |          | 9.6.1973       | Pamětní deska od Ladislava Píchy byla umístěna na budově nynějšího kroměřížského gymnázia v rámci oslav 70. výročí založení Pěveckého sdružení moravských učitelů. |
| Vejvanovský Pavel Josef  | dům, kde žil Pavel Josef Vejvanovský |                          | Velké náměstí 61 49°17′53″ s. š., 17°23′37″ v. d.                  |          | 14.6.1971      | Pamětní deska od sochaře Karla Otáhala je umístěna na budově na Velkém náměstí v centru města. V Ústředním seznamu kulturních památek České republiky je dům veden pod číslem 19365/7-6009. |
| Vrobel František         | dům, ve kterém žil a zemřel František Vrobel |                          | Kollárova 663 49°17′40″ s. š., 17°23′34″ v. d.                     |          | 17.5.1963      | Pamětní deska od sochaře Vladimíra Štábla je umístěna na domě, kde žil a zemřel akademický malíř František Vrobel. V Ústředním seznamu kulturních památek České republiky je dům veden pod číslem 50499/7-8916. |
| Zavřel Jan Ing. arch.    | vstupní objekt hřbitova postavený podle projektu Ing. arch. Jana Zavřela                                                                        |                          | Velehradská 983 49°17′15″ s. š., 17°23′21″ v. d.                   |          | 31.5.2001      | Pamětní deska je umístěna na vstupním objektu kroměřížského hřbitova postaveném na základě Zavřelova projektu z roku 1934. V objektu se nacházejí kanceláře správy hřbitova. |

## Rodné domy osobností
| Název              | Pamětní deska                                                                                        | Fotografie | Poloha                                                  | Umístění | Datum umístění | Popis a poznámky |
| ------------------ | --- | ---------- | ------------------------------------------------------- | -------- | -------------- | --- |
| Kryl Karel         | rodný dům Karla Kryla                                                                                |            | Březinova 1041 49°17′34″ s. š., 17°23′37″ v. d.         |          | 12.4.2014      | Pamětní deska je umístěna na rodném domě. |
| Macourek Miloš     | rodný dům Miloše Macourka                                                                            | v přípravě | Malý Val 1540 49°18′ s. š., 17°23′28″ v. d.             |          |                | Pamětní deska na rodném domě zatím není, část majitelů domu se postavilo proti |
| Minář Karel        | rodný dům akademického malíře Karla Mináře                                                           |            | Jánská 199 49°17′52″ s. š., 17°23′29″ v. d.             |          | 15.2.2001      | Pamětní deska je umístěna na rodném domě akademického malíře Karla Mináře. Jeho rodný dům tvořil zadní trakt domovní fronty souběžné ulice Kovářské v centru města. V Ústředním seznamu kulturních památek České republiky jsou oba trakty vedeny pod číslem 22443/7-6009. |
| Prager Karel       | rodný dům architekta Karla Pragera                                                                   |            | Masarykovo náměstí 128 49°17′50″ s. š., 17°23′29″ v. d. |          | 2012           | Pamětní deska je umístěna na rodném domě architekta Karla Pragera. |
| Rypka Jan          | rodný dům orientalisty Jana Rypky                                                                    |            | Vodní 59 49°17′55″ s. š., 17°23′44″ v. d.               |          | 30.9.1975      | V domě se narodil profesor Karlovy university akademik dr. Jan Rypka. |
| Stolička Ferdinand | rodný dům Ferdinanda Stoličky                                                                        |            | Bílany 62 49°17′14″ s. š., 17°26′36″ v. d.              |          | 1908           | Pamětní deska Ferdinanda Stoličky je umístěna na myslivně v lese Zámeček v místní části Bílany (v době jeho narození - samostatná obec Bílany). |
| Švabinský Max      | rodný dům Maxe Švabinského s pamětní deskou od Josefa Šejnosty, odlita v brněnské dílně Franty Anýže |            | Jánská 15/11 49°17′52″ s. š., 17°23′30″ v. d.           |          | 17.9.1933      | Pamětní deska je umístěna na budově stojící v Jánské ulici v centru města. Rodný dům tvořil zadní trakt domovní fronty souběžné ulice Kovářské. V Ústředním seznamu kulturních památek České republiky je spolu s budovou čelního traktu vedena pod číslem 24696/7-6009.   |
| Tomeček Jaromír    | rodný dům spisovatele Jaromíra Tomečka                                                               |            | Vodní 94 49°17′54″ s. š., 17°23′45″ v. d.               |          | 19.7.2007      | Pamětní deska je umístěna na budově stojící ve Vodní ulici v centru města. V Ústředním seznamu kulturních památek České republiky je spolu s budovou čelního traktu vedena pod číslem 28523/7-6009.                                                                        |

## Kroměřížský sněm
| Název                     | Pamětní deska                                                                                                  | Fotografie | Poloha                                                   | Umístění | Datum umístění | Popis a poznámky |
| ------------------------- | --- | ---------- | -------------------------------------------------------- | -------- | -------------- | --- |
| Borovský Karel Havlíček   | dům, kde bydlel Karel Havlíček Borovský v době konání Kroměřížského sněmu                                      |            | Velké náměstí 108 49°17′54″ s. š., 17°23′38″ v. d.       |          | 16.8.1908      | Pamětní deska od kroměřížského sochaře Jana Becka je umístěna na vedlejší budově č.p. 109 stojící na Velkém náměstí v centru města. V Ústředním seznamu kulturních památek České republiky je dům č.p. 109 veden pod číslem 39000/7-6009 a dům č.p. 108 pod číslem 17966/7-6009. |
| Brauner František August  | dům, kde bydlel František August Brauner v době konání Kroměřížského sněmu                                     |            | Velké náměstí 109 49°17′54″ s. š., 17°23′38″ v. d.       |          | 28.6.1925      | Pamětní deska od kroměřížského sochaře Jana Neumanna je umístěna na budově stojící na Velkém náměstí v centru města. V Ústředním seznamu kulturních památek České republiky je dům veden pod číslem 39000/7-6009. |
| Čech František Jaroslav   | dům, kde bydlel František Jaroslav Čech v době konání Kroměřížského sněmu                                      |            | Riegrovo náměstí 139 49°17′49″ s. š., 17°23′34″ v. d.    |          |                | Pamětní deska novináře Františka Jaroslava Čecha otce básníka Svatopluka Čecha je umístěna na budově stojící na Riegrově náměstí v centru města. |
| Klub slovanských poslanců | během jednání Kroměřížského sněmu se zde scházel Klub slovanských poslanců                                     |            | Velké náměstí 50 49°17′56″ s. š., 17°23′40″ v. d.        |          | 28.10.1947     | Pamětní deska je umístěna na domě na Velkém náměstí v centru města, kde se v bývalé kavárně pana Vrbíka scházel klub slovanských poslanců. Z oken Vrbíkovi kavárny řečnili František Palacký, František Ladislav Rieger (Josef Mánes zde vytvořil jeho podobiznu), František August Brauner a další slovanští poslanci. V Ústředním seznamu kulturních památek České republiky je dům s pamětní deskou veden pod číslem 17166/7-6009. Vrbíkova kavárna se po roce 1848 se přestěhovala na protější roh, kde byla v roce 1930 (již jako Brandova kavárna) nahrazena novostavbou prodejny firmy Baťa. |
| Palacký František         | dům, kde bydlel František Palacký v době konání Kroměřížského sněmu                                            |            | Velké náměstí 42 49°17′58″ s. š., 17°23′36″ v. d.        |          | 9.10.1898      | Pamětní deska je umístěna na budově stojící na Velkém náměstí v centru města. V Ústředním seznamu kulturních památek České republiky je dům veden pod číslem 46160/7-6009. Od roku 1865 až do své tragické smrti dům vlastnil poslanec Moravského zemského sněmu a starosta Kroměříže Benjamin Demel. |
| Pinkas Adolf Maria        | připomínka ubytování Adolfa Pinkase a jeho syna Soběslava v době konání Kroměřížského sněmu v letech 1848–1849 |            | Velké náměstí 22/5 49°17′54″ s. š., 17°23′34″ v. d.      |          | 1948           | Pamětní deska je umístěna na budově stojící na Velkém náměstí v centru města. V Ústředním seznamu kulturních památek České republiky je dům veden pod číslem 18636/7-6009. |
| Presl Jan Svatopluk       | připomínka ubytování Jana Svatopluka Presla v době konání Kroměřížského sněmu v letech 1848–1849               |            | Riegrovo náměstí 194/34 49°17′49″ s. š., 17°23′35″ v. d. |          | 1948           | Pamětní deska je umístěna na budově stojící na Riegrově náměstí nedaleko centra města. |
| Rieger František Ladislav | připomínka ubytování Františka Ladislava Riegera v době konání Kroměřížského sněmu v letech 1848–1849          |            | Riegrovo náměstí 160 49°17′50″ s. š., 17°23′45″ v. d.    |          | 8.9.1911       | Dům byl zbourán a na tomto místě byla řadu let proluka, proto byla pamětní deska od kroměřížského sochaře Jana Becka umístěna na vedlejším domě. Současný objekt stojí na místě dvou původních menších domů. Čestnými hosty při odhalení byla Riegrova dcera Libuše Bráfová s manželem Albínem Bráfem a poslanec Antonín Cyril Stojan. |
| Smolka Franciszek Jan     | připomínka ubytování Franciszka Jana Smolky v době konání Kroměřížského sněmu v letech 1848–1849               |            | Vodní 61 49°17′55″ s. š., 17°23′45″ v. d.                |          | 28.6.1948      | Současný objekt stojí na místě dvou původních menších domů. Protože přízemí domu zabírají komerční prostory je pamětní deska umístěna poměrně vysoko. |
| Tomek Václav Vladivoj     | připomínka ubytování Václava Vladivoje Tomka v době konání Kroměřížského sněmu v letech 1848–1849              |            | Generála Svobody 1192 49°17′51″ s. š., 17°22′59″ v. d.   |          | 21.6.1925      | Pamětní deska je umístěna na budově, kterou se vchází do Květné zahrady. Tomek zde byl v době konání sněmu ubytován v rodině zahradníka i se svou ženou Ludmilou. V Ústředním seznamu kulturních památek České republiky je vstupní budovou spolu s Květnou zahradou vedena pod číslem 11793/7-6029. |
| Tyl Josef Kajetán         | dům, kde bydlel Josef Kajetán Tyl v době konání Kroměřížského sněmu                                            |            | Riegrovo náměstí 143 49°17′49″ s. š., 17°23′36″ v. d.    |          | 21.8.1948      | Pamětní deska Josefa Kajetána Tyla je umístěna na budově stojící na Riegrově náměstí v centru města a připomíná nejen jeho účast na jednání sněmu, ale i to, že zde napsal své drama Krvavé křtiny aneb Drahomíra a její synové. |

## Pamětní desky válečné
| Název                                           | Pamětní deska | Fotografie | Poloha                                                               | Umístění | Datum umístění | Popis a poznámky |
| ----------------------------------------------- | --- | ---------- | -------------------------------------------------------------------- | -------- | -------------- | --- |
| Abiturienti ústavu                              | pamětní deska připomíná oběti II. světové války z řad abiturientů školy                                                        |            | 1. máje 221 49°17′46″ s. š., 17°23′38″ v. d.                         |          |                | Pamětní deska je umístěna v budově Vyšší odborné školy pedagogické a sociální a Střední pedagogické školy Kroměříž. V centrální evidenci válečných hrobů a pietních míst evidováno pod označením "CZE-7203-01536". |
| Adamík Miroslav                                 | pomník Miroslava Adamíka |            | Stoličkova ulice 49°18′ s. š., 17°24′38″ v. d.                       |          |                | Pomník je umístěn na místě, kde dne 5.5.1945 padl v boji za vlast rádce 4.oddílu Junáka Kroměříž Miroslav Adamík. V centrální evidenci válečných hrobů a pietních míst evidováno pod označením "CZE-7203-01528". |
| Astel Joachim a jeho rodina                     | Stolpersteine Dr. Joachima Astela a jeho rodiny                                                                                |            | Moravcova 259 49°17′54″ s. š., 17°23′49″ v. d.                       |          | 6.11.2017      | Kameny zmizelých před židovskou radnicí v Kroměříži připomínají rodinu posledního kroměřížského rabína Joachima Astela (1.11.1901 Přemyšl - 24.06.1942 Osvětim). Kroměřížským rabínem byl od roku 1934, (v letech 1931-33 působil v Tachově) ale zajížděl i do Přerova. Dne 30. června 1942 byla deportována z Olomouce do koncentračního tábora Terezín jeho žena Frima Astelová narozená 6.11.1904 jako Melzerová (její číslo v transportu bylo 152) a jejich synové Jonathan Astel narozen 18.6.1931 (číslo v transportu 153) a Schmarjahu Astel narozen 10.10.1935 v Kroměříži (číslo v transportu 153). Dne 15. 12. 1943 byli pod čísly 63-65 zařazeni do transportu do Osvětimi-Birkenau. |
| Brand Emil                                      | Stolpersteine Emila Branda |            | Vodní 103/6 49°17′55″ s. š., 17°23′41″ v. d.                         |          | 16.9.2014      | Kámen zmizelých připomíná památku Emila Branda narozeného 28. února 1881. Jeho posledním bydlištěm před deportací byla Vodní ulice, kde původně vlastnil i kavárnu v rohové budově, která byla v roce 1930 nahrazena novostavbou prodejny firmy Baťa. V rámci prodeje objektu firma Baťa postavila pro pana Brandla i vedlejší dům, před kterým je kámen umístěn. Když v první světové válce zemřel jeho švagr Edward Kohn, vzal si svou sestru Elsu a jejich dceru Kláru k sobě. Dne 30. června 1942 byl deportován z Olomouce do koncentračního tábora Terezín (jeho číslo v transportu bylo 234). O několik dní dříve byli do Terezína deportování i Elsa, Klára a její manžel MUDr. Alfréd Löff. Dne 14. července 1942 byl převezen do vyhlazovacího tábora Malý Trostinec (jeho číslo v transportu bylo 610). Transport zahrnoval 1000 lidí, 998 z nich bylo zavražděno nacistickým režimem. Jeden ze zabitých byl i Emil. Jeho neteř Klára přežila a vrátila se do Kroměříže. Znovu se provdala, rodina se poté přestěhovala do Kanady a poté do Spojených států, kde Klára zemřela v roce 2000. |
| Doležel Alois                                   | pomník Aloise Doležela |            | místní část Postoupky, k.ú. Miňůvky 49°19′30″ s. š., 17°22′6″ v. d.  |          |                | Pamětní deska se nachází v místní části Postoupky v lokalitě u mostu přes řeku Moravu. V centrální evidenci válečných hrobů a pietních míst evidováno pod označením "CZE-7203-01539". Na pamětní desce je chybně uvedeno datum úmrtí 10.05.1945. Na své zranění zemřel v okresní nemocnici 23.5.1945. |
| Gajdošík Jan                                    | pomník Jana Gajdošíka |            | Za Oskolí 49°17′48″ s. š., 17°24′39″ v. d.                           |          |                | Pomník je umístěn na místě, kde byl Jan Gajdošík dne 5.5.1945 smrtelně zraněn v boji za vlast. V centrální evidenci válečných hrobů a pietních míst evidováno pod označením "CZE-7203-01457". |
| Hrdinům 4. rumunské armády                      | památník připomíná osvobození Uh. Ostrohu, Kroměříže a Kojetína rumunskou armádou                                              |            | náměstí Míru 49°17′48″ s. š., 17°23′21″ v. d.                        |          |                | Památník je umístěn před budovou bývalého velitelství motostřelecké divize ČLA (nyní jedna z budov Justiční akademie). V centrální evidenci válečných hrobů a pietních míst evidováno pod označením "CZE-7203-26617". |
| Hütter Karel                                    | pomník Karla Hüttera |            | Kotojedská ulice 49°17′11″ s. š., 17°24′8″ v. d.                     |          |                | Pomník byl umístěn na soukromém oploceném pozemku na místě, kde byl Karel Hütter dne 4.5.1945 zastřelen v boji za vlast. V září 2019 byl pomník přemístěn na volně přístupný městský pozemek na protější straně vozovky. V centrální evidenci válečných hrobů a pietních míst evidováno pod označením "CZE-7203-01482". |
| Löff Alfréd a jeho rodina                       | Stolpersteine MUDr. Alfréda Löffa a jeho rodiny                                                                                |            | Vodní 59 49°17′55″ s. š., 17°23′44″ v. d.                            |          | 1.12.2020      | Kameny zmizelých před budovou ve Vodní ulici připomínají rodinu MUDr. Alfréda Löffa narozeného 9.9.1900 v Kroměříži, který byl deportován dne 30.06.1942 (číslo v transportu 281) do Terezína a odtud dne 28.9.1944 (číslo v transportu 863) do Osvětimi, kde byl v témže roce zavražděn. Na domě je umístěna pamětní deska českého orientalisty Jana Rypky. Jméno MUDr. Alfréda Löffa je také umístěno na pamětní desce obětem okupace z řad kroměřížských lékařů s uvedeným datem úmrtí 28.3.1945. V transportu do Terezína dne 30.06.1942 byl i jeho otec obchodník Herman, který v Terezíně během několika dní zemřel na zástavu srdce dne 8.07.1942. V témže transportu byl deportován i jeho bratr Bedřich s manželkou Irenou. Následně byl Bedřich s manželkou Irenou zařazeni dne 14.07.1942 do transportu do Malého Trostince. Jeho bratr Otto s manželkou Ernou (Arnoštkou) byl v deportováni v transportu do Terezína 26.06.1942 a poté 1.9.1942 zařazeni do transportu do Raasiku, kde byli téhož roku oba zavražděni.                                                                     |
| Mlčák Josef                                     | pamětní deska Josefu Mlčákovi                                                                                                  |            | Riegrovo náměstí 1137 49°17′51″ s. š., 17°23′46″ v. d.               |          |                | Dne 4. května 1945 byl při vyvěšování praporu na věž kostela zastřelen Josef Mlčák, datum 9. května na desce je den jeho pohřbu. Pamětní deska je umístěna na budově kostela Nanebevzetí Panny Marie. V Ústředním seznamu kulturních památek České republiky je kostel veden pod číslem 33844 / 7-6009. V centrální evidenci válečných hrobů a pietních míst evidováno pod označením "CZE-7203-01537". |
| Nezapomeneme                                    | pamětní deska kroměřížským občanům - obětem 2.světové války                                                                    |            | Velké náměstí 115 49°17′53″ s. š., 17°23′35″ v. d.                   |          | 1970           | Pamětní deska je umístěna ve vestibulu kroměřížské radnice. V Ústředním seznamu kulturních památek České republiky je budova vedena pod číslem 33021/7-6009. V centrální evidenci válečných hrobů a pietních míst evidováno pod označením "CZE-7203-01499". |
| Neznámý vojín                                   | pamětní deska neznámému rumunskému vojínu                                                                                      |            | Vodní 82 49°17′57″ s. š., 17°23′48″ v. d.                            |          |                | Pamětní deska je umístěna na budově stojící na rohu Vodní ulice a Komenského náměstí, kde byl dne 4.5.1945 zasažen rumunský vojín kulometnou palbou až z protějšího břehu Moravy. V centrální evidenci válečných hrobů a pietních míst evidováno pod označením "CZE-7203-01475". |
| Obětem holokaustu                               | památník obětem holokaustu od Olbrama Zoubka                                                                                   |            | Tovačovského 49°17′53″ s. š., 17°23′56″ v. d.                        |          | 5.10.1994      | Pamětní deska je umístěna v místě poslední kroměřížské synagogy, vedle dnešního Kulturního domu. V centrální evidenci válečných hrobů a pietních míst evidováno pod označením "CZE-7203-27027". |
| Obětem okupace                                  | pamětní deska obětem okupace z řad kněží: Alois Šebela, František Kvapil, Václav Otáhal, Josef Šumšal                          |            | Stojanovo náměstí 6/1 49°17′56″ s. š., 17°23′27″ v. d.               |          | 19.12.1948     | Pamětní deska, která je dílem akademického sochaře Stanislava Hlobila z Kojetína je umístěna na budově kanovnického dvojdomu. V Ústředním seznamu kulturních památek České republiky je budova vedena pod číslem 46072/7-6009. V centrální evidenci válečných hrobů a pietních míst evidováno pod označením "CZE-7203-01478". |
| Obětem okupace                                  | pamětní deska obětem okupace z řad lékařů                                                                                      |            | Tovačovského 437/20 49°17′52″ s. š., 17°23′55″ v. d.                 |          | 8.5.1985       | Pamětní deska je umístěna na budově polikliniky umístěné v bývalém městském chudobinci a sirotčinci postaveném v letech 1888–1889 v neogotickém stylu architektem Ladislavem Mesenským. V centrální evidenci válečných hrobů a pietních míst evidováno pod označením "CZE-7203-26487". |
| Obětem okupace                                  | pamětní deska obětem okupace z řad učitelstva                                                                                  |            | Tovačovského 431/11 49°17′52″ s. š., 17°23′53″ v. d.                 |          |                | Pamětní deska je umístěna ve vestibulu budovy bývalé Palackého základní školy. |
| Obětem okupace                                  | pamětní deska obětem okupace z řad železničních zaměstnanců                                                                    |            | Nádražní 1690/3 49°18′8″ s. š., 17°24′11″ v. d.                      |          |                | Pamětní deska je umístěna na kroměřížském nádraží naproti kolejiště. V centrální evidenci válečných hrobů a pietních míst evidováno pod označením "CZE-7203-01454". |
| Památník bojů za osvobození Kroměříže           | pamětní deska připomínající boje o osvobození Kroměříže 5.- 6. května 1945                                                     |            | Generála Svobody 49°17′53″ s. š., 17°23′0″ v. d.                     |          | 1975           | Pamětní deska se jmény padlých rumunských vojínu a občanů města byl původně památník s německým protitankovým kanónem 7,5 cm Pak 40, který od roku 1946 stál na náměstí Míru. V roce 1974 byl přesunut ke Květné zahradě před jednu z budov Justiční akademie. Dělo si do sbírek převzal Vojenský historický ústav Praha. V centrální evidenci válečných hrobů a pietních míst evidováno pod označením "CZE-7203-01565". |
| Památník příslušníkům pěšího pluku              | pamětní deska k trvalé památce umučených příslušníků bývalého pěšího pluku č.3 Jana Žižky z Trocnova                           |            | Velehradská 625 49°17′39″ s. š., 17°23′24″ v. d.                     |          |                | Pamětní deska věnovaná příslušníkům pěšího pluku je umístěna na budově bývalých kasáren. V centrální evidenci válečných hrobů a pietních míst evidováno pod označením "CZE-7203-01510". |
| Presser Felix a jeho rodina                     | Stolpersteine MUDr. Felixe Pressera a jeho rodiny                                                                              |            | Kollárova 528/1 49°17′45″ s. š., 17°23′31″ v. d.                     |          | 16.04.2019     | Kameny zmizelých před budovou bývalé knihovny v činžovním domě v Kollárově ulici č.p. 528/1 zapsaném jako Kulturní památka České republiky pod číslem 47890/7-7168 připomínají rodinu MUDr. Felixe Pressera (6.11.1899 Kroměříž - 22.06.1940 Buchenwald). Dne 30. června 1942 byla deportována z Olomouce do koncentračního tábora Terezín jeho žena Bedřiška Presserová narozená 31.5.1907 jako Schwarzová (její číslo v transportu bylo 146) a jejich synové Petr Presser narozen 15.4.1930 (číslo v transportu 147) a Tomáš Presser narozen 6.3.1938 (číslo v transportu 148). Dne 14. 07. 1942 byli pod čísly 578-580 zařazeni do transportu do Malého Trostince. |
| Příslušníkům RAF                                | pamětní deska k trvalé památce příslušníkům Československého letectva v RAF za 2. světové války                                |            | Velehradská 625 49°17′39″ s. š., 17°23′24″ v. d.                     |          | 9.11.2015      | Pamětní deska věnovaná kroměřížským rodákům z řad RAF je umístěna na budově bývalých kasáren. |
| Šenkyřík Oldřich                                | pamětní deska Oldřichu Šenkyříkovi                                                                                             |            | Švabinského nábřeží 2264/19 49°18′2″ s. š., 17°24′8″ v. d.           |          |                | Pamětní deska je umístěna na místě, kde dne 5.5.1945 padl v boji za vlast Oldřich Šenkyřík. V centrální evidenci válečných hrobů a pietních míst evidováno pod označením "CZE-7203-01524". |
| Učitelé a žáci gymnázia                         | pamětní deska učitelům a žákům gymnázia padlým ve II. světové válce.                                                           |            | Masarykovo náměstí 496/13 49°17′50″ s. š., 17°23′25″ v. d.           |          | 4.5.1946       | Pamětní deska je umístěna v budově nynějšího kroměřížského gymnázia. V centrální evidenci válečných hrobů a pietních míst evidováno pod označením "CZE-7203-01481". |
| Výročí osvobození                               | pamětní deska k desátému výročí osvobození města.                                                                              |            | Velké náměstí 33/11 49°17′55″ s. š., 17°23′32″ v. d.                 |          | 4.5.1955       | V roce 1989 byla z textu desky vypuštěna slova „SLAVNOU RUDOU ARMÁDOU“ – Kroměříž byla osvobozena Rumunskou armádou. Pamětní deska je umístěna na budově měšťanského domu č.p. 33 na Velkém náměstí v centru města. V Ústředním seznamu kulturních památek České republiky je dům veden pod číslem 17438/7-6009. |
| Zakládajícím členům skautského vodáckého oddílu | pamětní deska Jiřímu Jirovskému (člen partyzánského oddílu Olga, který zahynul v boji u hájenky Zlatý jelen a Květě Koštyálové |            | místní část Postoupky, k.ú. Miňůvky 49°19′17″ s. š., 17°22′33″ v. d. |          | 1976           | Pamětní deska se nachází v místní části Postoupky na loděnici u vodní elektrárny Strž. |
| Zaměstnancům kroměřížského velkostatku          | pamětní deska obětem okupace z řad správních zaměstnanců kroměřížského velkostatku                                             |            | Sněmovní náměstí č.1 - nádvoří zámku 49°18′ s. š., 17°23′36″ v. d.   |          |                | Pamětní deska ze světlého mramoru rozdělená vtesaným křížem se nachází na nádvoří kroměřížského zámku. V centrální evidenci válečných hrobů a pietních míst evidováno pod označením "CZE-7203-01531". |
| Zaměstnancům společnosti MAGNETON a.s.          | pamětní deska obětem okupace z řad zaměstnanců společnosti                                                                     |            | Hulínská ulice 49°18′20″ s. š., 17°24′14″ v. d.                      |          | 7.5.1975       | Pamětní deska je umístěna na budově společnosti MAGNETON a.s. V centrální evidenci válečných hrobů a pietních míst evidováno pod označením "CZE-7203-01534". |
| Zlatuška Ladislav                               | pomník Ladislava Zlatušky |            | místní část Postoupky, k.ú. Miňůvky 49°19′23″ s. š., 17°22′22″ v. d. |          |                | Pamětní deska se nachází v místní části Postoupky v lokalitě přírodní památky ev. č. 1764 Rameno Moravy. |

## Pamětní desky všeobecné
| Název                                                                         | Pamětní deska | Fotografie | Poloha                                                               | Umístění | Datum umístění     | Popis a poznámky |
| ----------------------------------------------------------------------------- | --- | ---------- | -------------------------------------------------------------------- | -------- | ------------------ | --- |
| Americká pomoc pro Československo                                             | pamětní deska připomínající vybavení očního oddělení z darů krajanů z USA                                                 |            | Havlíčkova 660/69 49°17′31″ s. š., 17°22′44″ v. d.                   |          | 1947               | Pamětní deska je umístěna ve vstupu na oční oddělení Kroměřížské nemocnice. |
| Cimrman Jára                                                                  | pamětní deska připomínající přistání hadraplánu Járy Cimrmana na místním letišti                                          |            | Na Hrázi 568 49°17′21″ s. š., 17°24′50″ v. d.                        |          | 1997               | Pamětní deska se nachází na budově mezi letištěm a biocentrem Hráza (Hrubý rybník u Kroměříže, jako bývalé štěrkoviště často nazývaný také Bagrák). V dnes již opuštěném hrobě na kroměřížském hřbitově je pohřben jeden z možných předobrazů Járy Cimrmana Václav Svoboda Plumlovský. |
| Farní škola Těšnovice                                                         | pamětní deska připomínající založení farní školy v Těšnovicích                                                            |            | Těšnovice 49°15′52″ s. š., 17°25′4″ v. d.                            |          | 29.06.1932         | Pamětní deska je umístěna na budově bývalé školy. |
| Karel Kotek - Gustav Koubek                                                   | pamětní deska členům kroměřížského aeroklubu připomínající leteckou nehodu ze dne 15. 5. 1960                             |            | Na Hrázi 6 49°17′25″ s. š., 17°25′0″ v. d.                           |          |                    | Pamětní deska je umístěna u vstupu na kroměřížské letiště. Gustav Koubek byl zkušený parašutista, absolutní mistr světa ve skupinovém seskoku z roku 1956. Karel Kotek byl náčelníkem aeroklubu, pilot. |
| Lavička Václava Havla                                                         | pamětní deska připomínající den instalace lavičky Václava Havla                                                           |            | Velké náměstí 49°17′57″ s. š., 17°23′35″ v. d.                       |          | 14.09.2016         | Pamětní deska je umístěna na travnaté ploše před Hejtmanským domem v rohu Velkého náměstí spolu s památníkem Jana Milíče z Kroměříže a stromem milénia. Z lavičky se můžete kochat vyhlídkou na Velké náměstí s barokní kašnou a Mariánským sloupem a na kroměřížskou radnici. |
| Obětem komunistického režimu                                                  | pamětní deska na paměť všech, kteří trpěli v komunistickém režimu pro věc svobody a demokracie                            |            | Husovo náměstí 535/21 49°17′45″ s. š., 17°23′46″ v. d.               |          | 16.11.1993         | Pamětní deska je umístěna na budově Finančního úřadu Kroměříž. |
| Obnovení kolegiálního kostela svatého Mořice                                  | pamětní deska připomínající požár kostela v roce 1836 a jeho obnovení arcibiskupem Maxmilánem Josefem                     |            | Stojanovo náměstí 49°17′57″ s. š., 17°23′26″ v. d.                   |          | 1848               | Pamětní deska je umístěna nad hlavním vchodem do kostela. ECCLESIAM HANC COLLEGIATAM DIRO FLAMARUM TURBINE ANNO MDCCCXXXVI PROPE DELETAM INTUS CUNCTA REDESCENDENDO AC TEMPLO MAGNIFICE ISTRUCTO TUURES SUPRAEDIFICANDO PROPRIO SUMTU PIA MENTE REFICI IUSSIT MAXIMILIANUS JOSEPHUS PRINCEPS ARCHIEPISCOPUS OLOMUCENSIS ANNO MDCCCXLVIII Kostel tento kolegiátní, zpustošil požár strašlivý roku 1836, skoro zničený vnitřek byl veškerý znovu obnoven a kostelu byly přístavbou věže nadstaveny. Poručil vlastním nákladem se zbožnou myslí obnovit Maxmilián Josef, kníže, arcibiskup olomoucký, roku 1848 |
| PAX ARVA COLAT (mír zúrodňuje pole)                                           | pamětní deska připomínající 38. mistrovství ČR v orbě v roce 2011                                                         |            | Hradisko 49°19′18″ s. š., 17°20′52″ v. d.                            |          | 2011               | Pamětní deska je umístěna na travnaté ploše v místě archeologických stop výšinného opevněného sídliště - hradiště Hradisko. |
| Přednáška T. G. Masaryka                                                      | pamětní deska připomínající přednášku T.G. Masaryka 15. a 16. dubna 1905                                                  |            | 1. máje 221 49°17′46″ s. š., 17°23′38″ v. d.                         |          |                    | Pamětní deska umístěna v aule pedagogické školy připomíná místo, kde dne 15. a 16. dubna 1905 proslovil svou přednášku „Problém malého národa“ T. G. Masaryk. V roce 1905 byla časopisecky přednáška poprvé otisknuta v kroměřížském měsíčníku "Tyrš revue sokolská" a knižní vydání vydali kroměřížští bibliofilové v úpravě Karla Svolinského, tiskem Karla Kryla v r. 1937. |
| Příslušníkům PTP                                                              | památník od Otilie Demelové Šuterové připomíná existenci Pomocných technických praporů a Vojenských táborů nucených prací |            | Husovo náměstí 535/21 49°17′46″ s. š., 17°23′46″ v. d.               |          | 11.5.2002          | Pamětní deska je umístěna před budovou Finančního úřadu Kroměříž. |
| Ryčl Ondřej                                                                   | pamětní deska připomínající leteckou nehodu ze dne 19. 7. 2014                                                            |            | Na Hrázi 6 49°17′25″ s. š., 17°25′0″ v. d.                           |          |                    | Pamětní deska je umístěna u vstupu na kroměřížské letiště. |
| Strom milénia                                                                 | pamětní deska na památku tisíců příslušníků Pomocných technických praporů a Vojenských táborů nucených prací              |            | Podzámecká zahrada 49°18′22″ s. š., 17°23′32″ v. d.                  |          |                    | Pamětní deska je umístěna v areálu Podzámecké zahrady. |
| Strom milénia                                                                 | pamětní deska připomínající den vzniku Československa v kontextu vstupu do nového tisíciletí                              |            | Velké náměstí 49°17′57″ s. š., 17°23′35″ v. d.                       |          | 28.10.2000         | Pamětní deska je umístěna na travnaté ploše v rohu Velkého náměstí spolu s památníkem Jana Milíče z Kroměříže a lavičkou Václava Havla. |
| Sté výročí Nadsklepí                                                          | pamětní deska ke stému výročí Nadsklepí                                                                                   |            | Milíčovo náměstí č.488 49°17′48″ s. š., 17°23′30″ v. d.              |          | 03.1968            | Pamětní deska z černé leštěné žuly se nachází na podestě schodiště. Deska zhotovena Františkem Motalem podle výtvarného návrhu Vladimíra Becka. Text sepsal Jindřich Spáčil. |
| UNESCO                                                                        | Pamětní deska k výročí zápisu Arcibiskupského zámku a zahrad na Listinu světového přírodního a kulturního dědictví UNESCO |            | Generála Svobody 1192/39 49°17′51″ s. š., 17°23′0″ v. d.             |          | 11.06.1999         | Pamětní deska v češtině, angličtině, francouzštině a němčině je umístěna u vstupu do Květné zahrady. |
| UNESCO                                                                        | Pamětní desky k výročí zápisu Arcibiskupského zámku na Listinu světového přírodního a kulturního dědictví UNESCO          |            | Sněmovní náměstí 1 49°18′ s. š., 17°23′34″ v. d.                     |          | 11.06.1999         | Pamětní desky v češtine, angličtině, francouzštině a němčině jsou umístěny po stranách vstupu do Arcibiskupského zámku. |
| Zakladatelům Zemského léčebného ústavu císaře Františka Josefa I. v Kroměříži | pamětní deska zakladatelům nynější Psychiatrické nemocnice v Kroměříži                                                    |            | Havlíčkova 1265/50 49°17′38″ s. š., 17°22′44″ v. d.                  |          | 11.07.1909         | Mramorová deska umístěná ve vestibulu administrativní budovy skládající se ze tří částí. Na prostřední desce se nedochoval původní portrétní reliéf císaře Františka Josefa I. V oválném medailonu zůstala pouze moravská orlice, pod ní vavřínová snítka a latinský nápis: Zemský sněm markrabství moravského se postaral roku 1902 vystavěti tyto budovy ke zdraví strádajícím na mysli. |
| Zalesnění Barbořiny                                                           | Pamětní desky k zalesnění lokality Barbořina v letech 1904-1907                                                           |            | pod vrcholem Barbořina (265 m n. m.) 49°18′12″ s. š., 17°22′7″ v. d. |          | 1927 obnoveno 2007 | Pamětní deska s poděkováním vrchnímu soudnímu radovi Janu Horákovi (1856-1920) u vodojemu na Barbořině |